# Teatro Gerbino
Il Teatro Gerbino di Torino (inizialmente noto con il nome  Teatro Diurno a Porta di Po, successivamente come Politeama Gerbino) era uno dei più importanti teatri di prosa italiani del XIX secolo.

## Storia
Fu costruito sulla sede del vecchio Circo Milano, poi circo Sales, su commissione del proprietario del terreno, il funzionario del ministero delle finanze Amedeo Gerbino, su progetto dell'architetto neoclassico Giuseppe Leoni. Si trovava all'incrocio di via dei Ripari (l'attuale via Plana) e via dei Tintori (l'attuale via Maria Vittoria).
Inaugurato a fine 1838 con il nome Teatro Diurno a Porta di Po, nel 1845 cambiò nome in Teatro Gerbino.
Nel 1851 vi furono allestite opere di Verdi e Donizetti, ma con scarso successo: molto migliori furono i risultati della prosa, grazie anche ad alcune compagnie del lombardo-veneto espulse dal governo austriaco. Dal 1860 vi si stabilì per ventidue anni la compagnia di Luigi Bellotti Bon.
Con una capacità di duemila posti, era il secondo teatro più grande di Torino dopo il Regio. Negli anni migliori la sua popolarità superò quella del Teatro Carignano; vi furono rappresentate le prime di opere di Giuseppe Giacosa, Parmenio Bettoli e Giovanni Verga e vi recitarono, tra gli altri, Tommaso Salvini, Gustavo Modena, Ernesto Rossi ed Eleonora Duse.
Il 31 gennaio 1883 Luigi Bellotti Bon si suicidò in seguito al fiasco di Nanà, l'opera teatrale tratta da Zola, avvenuto al Gerbino il 3 novembre 1882.
Il Gerbino fu restaurato nel 1898 dall'ingegnere Antonio Vandone di Cortemilia, in occasione dell'Esposizione Universale, e per l'occasione fu ribattezzato Politeama Gerbino.
Le ultime rappresentazioni vi si tennero all'inizio del 1903. In seguito alla chiusura fu affittato come magazzino e poi venduto al mobiliere Agostino Lauro, che nel 1905 iniziò a demolirlo.
Oggi è ricordato da una lapide sul lato di via Plana, realizzata nel 1898 dallo scultore Giacomo Cometti per commemorare il commediografo Giacinto Gallina.